# San Francisco (carattere)
San Francisco è un carattere sans-serif creato da Apple per l'Apple Watch. Il carattere ha sostituito Helvetica Neue nei sistemi operativi OS X El Capitan e iOS 9.
Il font è utilizzato nella tastiera del MacBook introdotto nel 2015.